# اکسانا آکینشاینا
اکسانا آکینشاینا (به روسی: Оксана Сергеевна Акиньшина) (زاده ۱۹ آوریل ۱۹۸۷) بازیگر روسی است.
از فیلم‌های معروف او می‌توان به بازی در فیلم برتری بورن، مسکو صفر و لیلیا برای همیشه اشاره کرد.